# Ryuki Kozawa
Ryuki Kozawa (小澤 竜己 Kozawa Ryuki?, nacido el 6 de febrero de 1988 en Aichi) es un futbolista japonés que se desempeñaba como delantero.

## Trayectoria

### Clubes
| Club              | País      | Año         |
| ----------------- | --------- | ----------- |
| FC Tokyo          | Japón     | 2006 - 2007 |
| Gainare Tottori   | Japón     | 2008 - 2010 |
| Blaublitz Akita   | Japón     | 2011        |
| Pattaya United FC | Tailandia | 2012        |
| FB Gulbene        | Letonia   | 2012        |
| Gwardia Koszalin  | Polonia   | 2013 - 2015 |
| Mumbai FC         | India     | 2016        |
| Lampang FC        | Tailandia | 2016 - 2017 |
| JPV Marikina FC   | Filipinas | 2018 -      |